# پوبیه‌جیسکا
پوبیه‌جیسکا (به لاتین: Pobiedziska؛ تلفظ لهستانی: [pɔbʲɛˈd͡ʑiska]) یک شهر در لهستان است که در گمینا پوبیجسکا واقع شده‌است. پوبیه‌جیسکا ۱۰٫۱۶ کیلومتر مربع مساحت و ۸٬۳۲۹ نفر جمعیت دارد.

## خواهرخوانده
شهرهای وکفو و بخش ویکوا خواهرخوانده‌های پوبیه‌جیسکا هستند.